# Jacobus Nicolaas Willem Adriaan Ruygrok
Jacobus Nicolaas Willem Carel Adriaan Ruygrok, meest bekend als J.N.W.C.A. Ruygrok,  (Arnhem, 10 maart 1855 – Utrecht, 26 maart 1939) was een Nederlands fluitist, pianist, componist en muziekpedagoog.
Hij was zoon van Willem Frederik Ruijgrok en Hendrica Josepha Hoevenaar. Hijzelf huwde Martina Clara Geertruida de Bruijn. Zoon Leo Ruygrok werd ook musicus. Hij werd begraven op 2e Algemene Begraafplaats Kovelswade.
Zijn eerste stappen in de muziek werden gezet onder invloed van zijn moeder, die hem zijn eerste pianolessen gaf. Daarna ging hij studeren aan de Muziekschool in Den Haag. Zijn docenten aldaar waren Charles van der Does (piano), Franz Botgorschek (dwarsfluit) en Willem Nicolaï (muziektheorie, orgel en orkestspel). Vanaf 1873 was hij voor vijf jaar te vinden in het Orkest van de Utrechtse Schutterij van Cornelis Coenen. Samen met Coenen, Gérard Hekking en Paul Gaillard verzorgde hij tevens menig kamermuziekconcert in de stad, soms als pianist onderdeel van het kamerensemble "Reicha". Vanaf dan werd zijn beroep organist en wel aan de Evangelisch Lutherse Kerk. Tevens werd hij directeur van de afdeling Zeist van de Maatschappij tot Bevordering der Toonkunst en dirigent van het Toonkunstkoor Zeist. Hij gaf er ook privélessen.
Hij was actief op compositorisch gebied, maar zijn werken hebben de tand des tijd niet doorstaan. Zijn belangrijkste werk zou zijn de kinderopera Sneeuwwitje  met daaruit de Wals en Dwergenmars. Het werd in de grote provinciesteden uitgevoerd. Anderen kregen titels als Das Veilchen, Sehnsuchtswonne (liederen), een Kerstcantate (opus 27 voor vrouwen- en kinderkoor met pianobegeleiding), een Kindercantate voor de onthulling van het Standbeeld van Jan van Nassau, Kroningscantate (1908), Zendingscantate, een Ave Maria voor sopraan met vrouwenkoor en een Andante en scherzo voor vijf blaasinstrumenten. Zijn pianobundeltje Kinderland uit 1925 was populair en kende meerdere drukken bij G. Alsbach & Co..
Zijn necrologieën in diverse landelijke dagblad meldden dat hij 50 jaar pedagogisch werk verrichtte.